# 成仿吾
成仿吾（1897年8月24日—1984年5月17日），原名昌惁，又名成灏，字仿吾，以字行，笔名石厚生、芳坞、澄实等，男，湖南新化人，中国教育家、革命者、作家，创造社主要成员之一。
成仿吾早年留学日本东京帝国大学，参与文学创作活动，是创造社的发起人之一。回国后，曾任黄埔军校兵器处代理处长。1928年，加入中国共产党，后先后担任陕北公学校长、华北联合大学校长、华北大学副校长。中华人民共和国成立后，担任中国人民大学副校长、校长，东北师范大学校长，山东大学校长等职务。

## 生平

### 早期活动
成仿吾祖父成明郁为清末光绪年间进士，曾担任武强县和行唐县知县。早年父母双亡，十岁时在西门书屋住校读书。1909年，考入设在新化县城的高等小学堂。1910年，随哥哥成劭吾同往日本留学。1914年在冈山第六高等学校学习期间，接触西方文学，并读了歌德、席勒和海涅的许多作品。1917年，进入东京帝国大学造兵科学习，期间学习了法语。1918年5月，参加反对北洋政府和日本签订“中日军事协定”的学生活动。留日期间，先后结识郭沫若、郁达夫等人，逐渐对文学发生兴趣。1920年初，成仿吾创作了处女作《一个流浪人的新年》。1921年6月，郭沫若、郁达夫等在日本东京发起成立创造社，先后编辑《创造季刊》、《创造周报》、《创造日》及《洪水》等文学刊物，积极倡导新文学运动。作为创造社的代表人物，成仿吾主张“为艺术而艺术”，强调文学必须忠实地表现作者自己“内心的要求”，讲求文学的“全”与“美”，推崇文学创作的“直觉”与“灵感”，比较重视文学的美感作用。同时又注重表现文学表现“时代的使命”，对旧社会“不惜加以猛烈的炮火”。
1921年4月成仿吾回国后，先到上海，旋转赴长沙。初在楚怡工业学校任教，继又兼长沙兵工厂技正（总工程师）。1923年11月，在《创造周报》发表《国学运动之我见》，批评了社会上盲目研究国学的风气，斥责整理国故是倒行逆施的狂妄，认为这是“遗害更加百倍的清谈”。1925年，参加中国国民党，赴广东大学（今中山大学）任理学院物理力学主任教授，兼黄埔军校教官。1926年3月，经上海到广州，继续担任中山大学教授，并兼任黄埔军校兵器科技正，后又任黄埔军校兵器处代理处长。
1927年7月，成仿吾受黄埔军校教育长兼代校长方鼎英之托，携带五万日元巨款到日本为军校购买器材。到达上海后，从潘汉年处知道中共组织经费困难，成仿吾便从这笔款项中拿出一万余日元，资助给中国共产党作活动经费。1928年2月，成仿吾在《创造月刊》上发表重要论文《从文学革命到革命文学》，他认为文学革命和新文学运动已经发展到了一个崭新的阶段，文学运动应该再进一步实现“从文学革命到革命文学”的转变，为时代提出了同五四时代反封建主题不同的崭新的反资本主义的主题。5月，成仿吾离开上海赴欧洲；8月，在法国巴黎加入中国共产党。1929年移居柏林，并担任德国共产党中国语言支部宣传委员。

### 参加革命战争

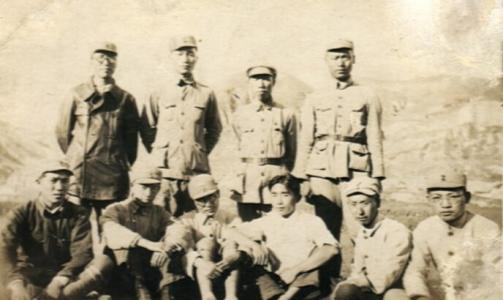
1938年陕北公学部分负责人合影。后排左起：宋侃夫、江隆基、成仿吾、周纯全。

1931年秋，成仿吾自德国回到上海，参与中国左翼作家联盟活动。11月初，被派到鄂豫皖苏区工作，担任鄂豫皖苏区省委宣传部长兼省苏维埃文化委员会主席和红安中心县委书记。1933年10月，鄂豫皖省委决定派成仿吾到上海向党中央汇报工作。成仿吾到达上海后，同鲁迅取得联系，得知中共中央已经撤离上海。随后，经上海中央局安排前往中央苏区。1934年1月，成仿吾到瑞金向周恩来汇报根据地局势，并参加全国苏维埃第二次代表大会，被选为苏维埃中央政府执行委员和中央政府教育委员。会后，成仿吾留在中央宣传部和中央党校工作。1934年10月，参加长征。1935年10月到陕北后，任中央党校高级班教员、教务主任。1936年11月，中国文艺协会在保安县成立，成仿吾任干事。
1937年11月，陕北公学成立，成仿吾任校长。1938年，与毛泽东、周恩来、徐特立等共同倡议成立延安鲁迅艺术学院。1938年8月，成仿吾与徐冰翻译《共产党宣言》。1939年6月，中共中央决定将陕北公学、鲁迅艺术学院、延安工人学校、安吴堡战时青年训练班四校合并，成立华北联合大学，成仿吾担任校长。7月，抗日军政大学总校和华北联合大学编为八路军第五纵队，罗瑞卿任司令员和政委，成仿吾任副司令员兼任独立旅（华北联大）旅长和政委，向山西前线迁移。10月，华北联大到达河北灵寿县陈庄。此后，成仿吾除任华北联合大学校长兼党委书记外，还兼任中共中央北方分局（后改称中共晋察冀中央局）委员、北方分局文化工作委员会书记、晋察冀边区文协委员、晋察冀边区第一届参议会议长等职。
第二次国共内战期间，继续负责华北联大工作。1948年6月，华北联大与晋冀鲁豫的北方大学合并，成立华北大学，吴玉章任校长，成仿吾和范文澜任副校长。8月，华北人民政府成立，成仿吾为政府委员。

### 中华人民共和国成立后

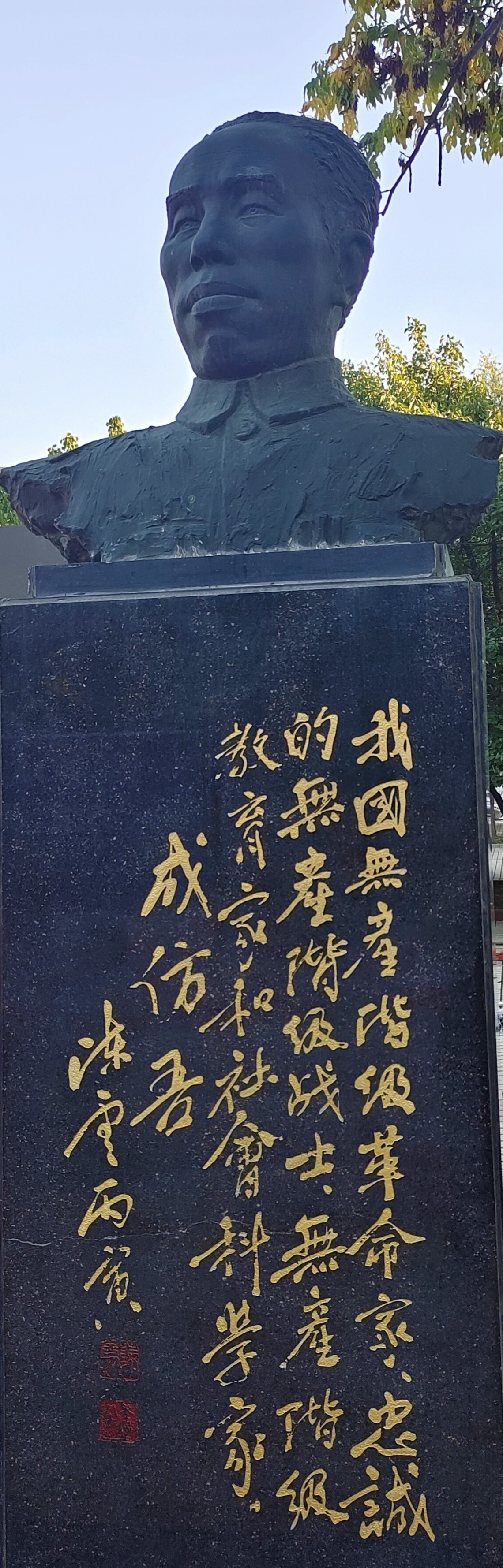
成仿吾塑像，位於東北師範大學

1949年12月，华北大学改组为中国人民大学，成仿吾任副校长。1953年，调任东北师范大学校长兼党委书记。1954年，当选第一届全国人民代表大会代表。1958年8月，成仿吾担任山东大学校长兼党委书记，兼任山东省政协副主席和文联主席。成仿吾到任后，主持将学校由青岛向济南搬迁。1960年，在大跃进思潮的影响下，山东各高校都扩大招生，由于招生数字过大，新生的质量不能保证。因此，一些水平较差的学生也被招了进来，加之物质生活困难，因而正常的教学活动出现了许多问题。省教育领导部门又通知各校淘汰一部分学生，学校接此通知后，作为校长的成仿吾，不是机械地立即执行，而是给同学分班上课，加强辅导，帮助学生克服困难，使学习吃力的学生能够跟上班。学习太吃力的，可考虑留级。对于极少数实在跟不上班的，则再视不同情况个别处理。从而使一批学习吃力的学生渡过了难关。
1966年，文化大革命期间遭到迫害，多次被抄家，被游街示众，关入牛棚，还打断两个肋骨，劳动改造数年。1974年8月，成仿吾离开山东大学，到中央党校专门从事马克思、恩格斯原著的翻译和校注工作。1978年7月，任复校后的中国人民大学校长、党委书记，他以极高的效率实现了当年复校当年招生。1982年9月，出席中共十二大，当选中央顾问委员会委员。1983年6月，担任中国人民大学名誉校长。1984年5月17日，在北京病逝。他被官方评价为“我国无产阶级革命家，忠诚的共产主义战士，新文化运动的重要代表、无产阶级教育家、社会科学家”。

## 主要著作
- 《守岁》(小说)1929年，创造社
- 《使命》(评论)1927年，创造社
- 《流浪》(小说、诗合集)1927年，创造社
- 《仿吾文存》(论文)1928年，创造杜
- 《从文学革命到革命文学》(论文集)与郭沫若合集，1928年，创造社
- 《文艺沦评》(论文集)与郁达夫合集，1928年，创造社
- 《新兴文艺论集》(论文、游记合集)，1930年，创造社
- 《长征回忆录》(回忆录)1977年
- 《战火中的大学》(回忆录)1982年，人民教育出版社
- 《成仿吾文集》1985年，山东大学
- 《共产党宣言》(理论)德国马克思、恩格斯合著，与徐冰合译，1938年，香港中国出版社